# Raj Montana Band (musikalbum)
Raj Montana Band är Dan Hylander & Raj Montana Bands första studioalbum, utgivet 1978.

## Låtlista
1. Dom ger väl fan… - (Dan Hylander)
2. Ruinerna - (Dan Hylander)
3. Ballad om Eva och Ragnar - (Dan Hylander)
4. Isvit (isvita rum & coda) - (Dan Hylander & Roland Gottlow)
5. Dalit Panther - (Dan Hylander)
6. Stadshotell (Evas sång) - (Dan Hylander)
7. Människans rikedom - (Dan Hylander)
8. Weka Ujamaa - (Roland Gottlow)

## Raj Montana Band
- Dan Hylander - Sång, gitarr, slagverk, tamburin & handklapp
- Peter Clemmedson - Gitarr & kör
- Mats Englund - Bas
- Roland Gottlow - Piano, flygel, flöjt, fagott, dragspel, melodika & synthesizer
- Peter Ekberg - Gitarr & kör
- Per Melin - Trummor & slagverk

## Övriga medverkande musiker
- Bodil Sturesson - Kör & handklapp (1)
- Loffe Sturesson - Handklapp (1)
- Mats Norrefalk - Gitarr & kör (5)
- Håkan Nyberg - Trummor (5)
- Nils Persson - Bas (5)
- Bruce Truitt - Gitarr & slagverk (6-8)
- Per Nyman - Tamburin (6)
- Agneta Rönnerblad - Kör (8)